# Корифи (Кожани)
Корифи (грч. Κορυφή) је насељено место у општини Горуша у периферији Западна Македонија, Грчка. Према попису из 2021. године било је 65 становника.
Према бугарском географу и историчару, Василу Канчову, у Корифима је 1900. године живело 400 Грка. Корифи се налазе у области Населица, која је некада била насељена словенским становништвом које је касније хеленизовано. Село се раније звало Бурша.